# Molophilus subscaber
Molophilus subscaber är en tvåvingeart som beskrevs av Alexander 1952. Molophilus subscaber ingår i släktet Molophilus och familjen småharkrankar. Inga underarter finns listade i Catalogue of Life.